# Midland (Texas)
Midland ist eine Stadt in Texas, Vereinigte Staaten. Sie ist Sitz der Countyverwaltung (County Seat) des Midland Countys. Ihre Nachbarstadt („Twin city“) ist Odessa. Das U.S. Census Bureau hat bei der Volkszählung 2020 eine Einwohnerzahl von 132.524 ermittelt.

## Sport
Midland ist die Heimat des Baseball-Teams der Midland RockHounds.

## Wirtschaft und Infrastruktur
Die Metropolregion von Midland erbrachte 2016 eine Wirtschaftsleistung von 29,6 Milliarden US-Dollar. Das BIP pro Kopf ist mit über 175.000 Dollar höher als in allen anderen Metropolregionen der Vereinigten Staaten.
Im Midland County liegen zum Teil die größten Erdölvorkommen der USA. Die gesamte Industrie ist geprägt von der Ölverarbeitung. 70 % der gesamten Einnahmen des Countys stammen aus dem Ölgeschäft. Unter anderem befindet sich in Midland die größte Erdölraffinerie von TotalEnergies.
Westlich der Stadt liegt der Midland International Airport (IATA-Code: MAF). Am Flughafen befindet sich auch das American Airpower Heritage Museum mit dem Themenschwerpunkt Militärische Luftfahrt des Zweiten Weltkriegs.

## Städtepartnerschaften
Partnerstädte Midlands sind
- Dongying, Shandong (Volksrepublik China), seit 1986
- New Amsterdam (Guyana), seit 1998
- Wirral (Vereinigtes Königreich)
- Chihuahua (Mexiko)

## Persönlichkeiten

### Söhne und Töchter der Stadt
- Bessie Love (1898–1986), Schauspielerin
- Laura Bush (* 1946), 43. First Lady der Vereinigten Staaten
- Charles W. Moore Jr. (* 1946), Vizeadmiral der United States Navy
- Douglas Russell (* 1946), Schwimmer, Olympiasieger
- Kathy Baker (* 1950), Film- und Theaterschauspielerin
- James Pennebaker (* 1950), Professor für Psychologie
- Jeb Bush (* 1953), Gouverneur des Bundesstaates Florida, Sohn des US-Präsidenten George H. W. Bush
- Raymond Benson (* 1955), Autor
- Neil Bush (* 1955), Geschäftsmann, Sohn des US-Präsidenten George H. W. Bush
- Marvin Bush (* 1956), Geschäftsmann, Sohn des US-Präsidenten George H. W. Bush
- Junior Miller (* 1957), American-Football-Spieler
- Douglas McGrath (1958–2022), Drehbuchautor, Filmregisseur und Schauspieler
- Woody Harrelson (* 1961), Schauspieler
- Brian Presley (* 1977), Schauspieler und Filmschaffender
- Rusty Mitchell (* 1982), Rennfahrer
- Bryce Hoppel (* 1997), Mittelstreckenläufer

### Familie Bush
Midland ist die Kindheits-Heimat von George W. Bush und der Geburtsort von Jeb Bush, dem ehemaligen Gouverneur von Florida. Ihr Vater, der ehemalige Präsident der Vereinigten Staaten, George H. W. Bush, hatte hier Ölgeschäfte getätigt.